# Juan Fernández el Labrador

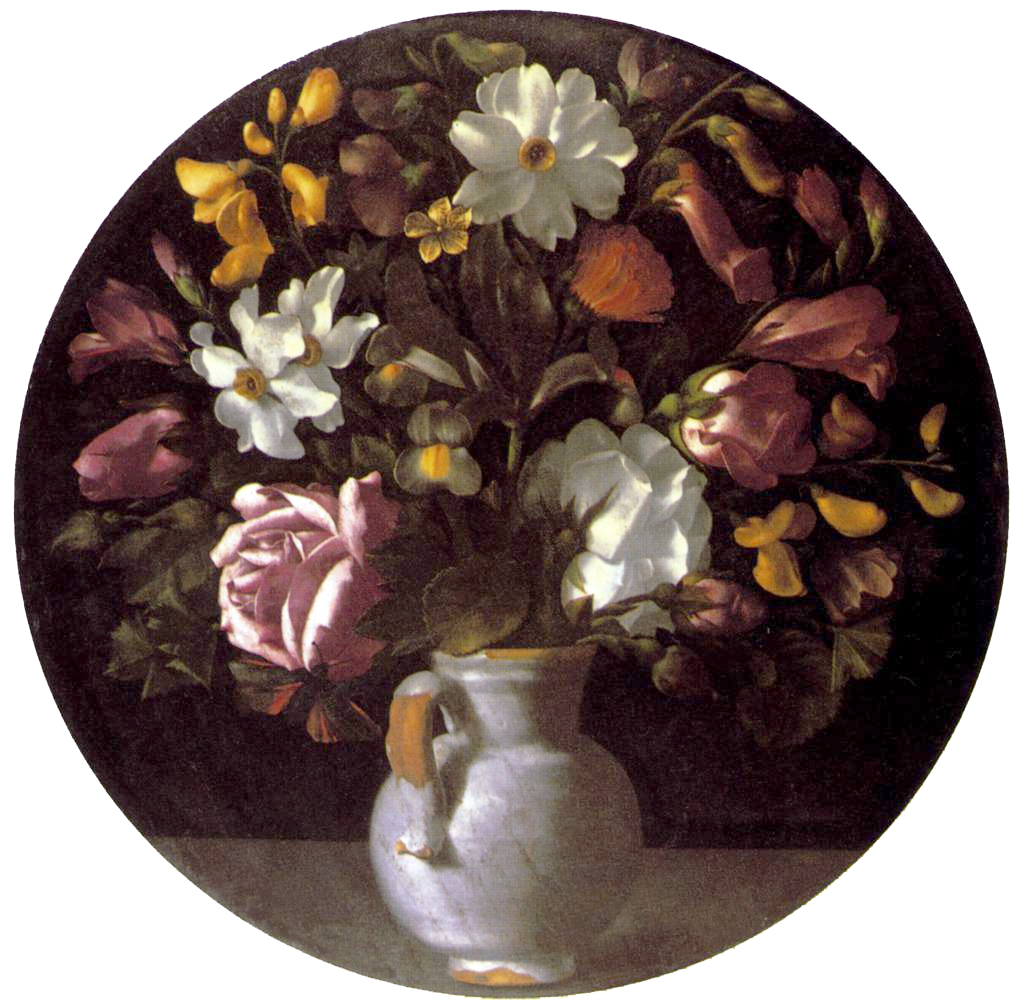
Florero, 1636, óleo sobre tabla, 41 cm de diámetro, colección particular.

Juan Fernández, llamado El Labrador, fue un pintor barroco español activo entre 1629 y 1636, especializado en la pintura de naturalezas muertas.

## Una vida sin biografía
Juan Fernández es un pintor enigmático, de quien únicamente se sabe que vivía alejado de la corte dedicado a pintar flores y frutas, principalmente uvas según lo que recogen los inventarios de pinturas de la época, tarea con la que alcanzó reputación internacional. Antonio Palomino, a quien alcanzó esta fama pero que nada sabía de su vida, dedicó unas líneas a «Juan Labrador Pintor Insigne», suponiéndolo discípulo de Luis de Morales y muerto en Madrid, de mucha edad, hacia 1600. Fue también Palomino quien, al creerlo discípulo de Morales, imaginó que sería extremeño sin mayor razón. Para fijar su lugar de residencia, y quizá de nacimiento, el único dato del que se dispone es una entrada en el inventario de la colección del I marqués de Leganés, realizado en 1655, donde se cita una pintura de una «porcelana de uvas, dos búcaros, unas castañas y bellotas», con atribución al «labrador de las nabas», dato repetido poco después (1660) en el inventario de los bienes de Ramiro de Quiñones, propietario de tres cuadros del «Labrador de las navas» adquiridos por un conocido mercader de arte, Francisco Berges. Ello ha hecho pensar que fuera natural de Las Navas del Marqués (Ávila), aunque en realidad navas es un topónimo que hace referencia a una localidad situada en una zona llana y sin árboles, muy común en ambas Castillas, por lo que ni siquiera es posible identificar su lugar de origen a ciencia cierta.
Sir Arthur Hopton, secretario de sir Francis Cottington, embajador de Inglaterra ante la corte Madrid entre 1629 y 1631, pone de manifiesto en su correspondencia (1629-1635) el interés propio y de su señor por adquirir obras del pintor, tarea no exenta de dificultad, decía, pues «nunca viene aquí [Madrid] sino en Semana Santa». Ese voluntario «apartamiento», que ha dado lugar a alguna literatura en relación con el «menosprecio de Corte», se explicaría más fácilmente si, como parece probable, el apelativo de «labrador» no fuese simplemente un seudónimo sino el reconocimiento de un oficio que nunca abandonaría. Hopton manifestaba también en febrero de 1635 que lo había animado en alguna ocasión a pintar flores, «las cuales todavía no he visto. Si resultan tan buenas como sus frutas, enviaré a su señoría algunas de ellas». Por su intermediación al menos dos obras del pintor llegaron a Carlos I de Inglaterra, una de las cuales, Bodegón con uvas, membrillos y frutos secos, pertenece aún a la colección real británica, donde ya en 1639 aparecía inventariada. Este óleo, junto con un Florero en colección particular firmado en el reverso «el labrador Ju° fernandez 1636», son las únicas obras que pueden considerarse seguras de su mano. Otro bodegón, descrito como «una pieza de unas manzanas, cántaro, una botella roja, de Labrador», figuraba en 1643 en la colección del duque de Hamilton de la que pasó, tras su confiscación por el parlamento inglés, a la del archiduque Leopoldo Guillermo en Bruselas.
Pintor de tradición caravaggista, El Labrador sitúa sus objetos sobre fondos negros y utiliza la luz dirigida para conferir volumen a dichos objetos, descritos tras paciente observación de forma plenamente individual y con un pormenor casi flamenco, subrayando su aspecto humilde.
La orientación caravaggista de su pintura podría deberse al influjo de Juan Bautista Crescenci, marqués de la Torre, establecido en Madrid en 1617, protector de artistas y fijador del gusto en la corte de Felipe IV, además de pintor él mismo de algunos bodegones. Debió de ser Crescenci, además, quien despertara el interés de los círculos cortesanos por Fernández, del que ofreció cuatro pieças de Uvas en venta al embajador inglés, sir Francis Cottington, junto a obras de Rosso Fiorentino, Adam Elsheimer y Giovanni Battista Caracciolo.
Su proyección internacional se completaría con la llegada de alguno de sus cuadros a la corte francesa con Ana de Austria, hermana de Felipe IV y esposa de Luis XIII de Francia.

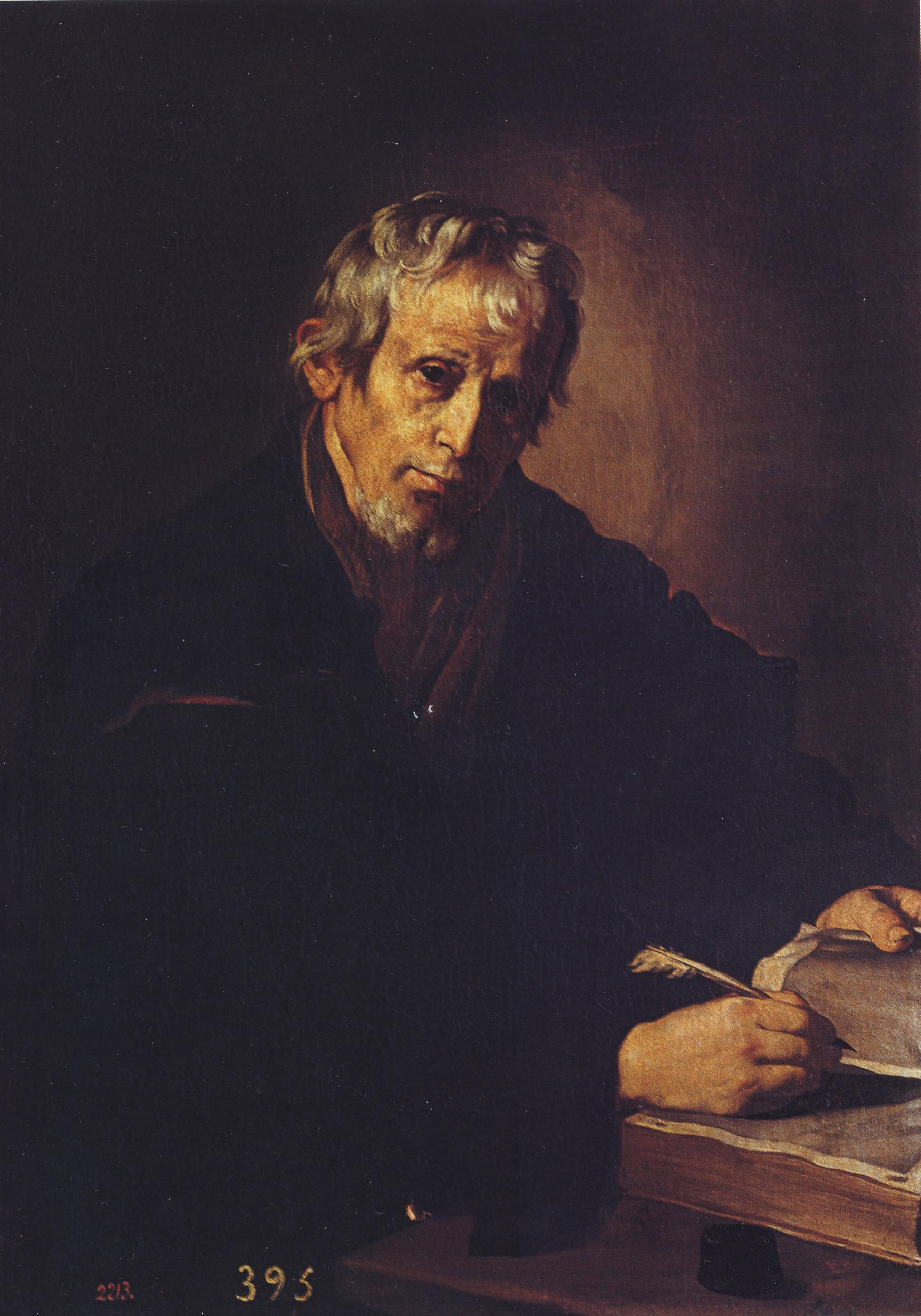
Filósofo escribiendo, atribuido al Labrador en el inventario de 1747 del Palacio Real de Madrid. Museo del Prado

Siendo los pequeños lienzos con uvas lo que más se repite en los inventarios con atribución al Labrador, no faltan las menciones a otras frutas y flores e incluso, pese a la casi total ausencia de referencias espaciales en sus obras conocidas, a un paisaje («Payssico de tres cuartas de Alto y media Bara de ancho de unos racimos de Ubas y unos Albaricoques (...) del Labrador») en la colección de Francisco González Cossío, caballero de Santiago, que también era propietario de dos «quadros de fruttas del labrador» según el inventario que de ella se hizo en 1671, lo que indica que en su actividad artística no se limitó a la pintura de bodegones. En este sentido cabe recordar que el pintor Antonio de Pereda tasó en 1670 en la colección de María Díaz, viuda de un platero, «ocho pinturas de la sagrada escritura del Labrador de vna vara poco más o menos de largo», y que en el inventario del Palacio Nuevo, hecho a la muerte de Felipe V, en 1747, se mencionaba un retrato de Filósofo con atribución al Labrador, que es sin duda el Filósofo escribiendo procedente de la colección real depositado durante muchos años por el Museo del Prado en la Universidad de Sevilla con diversas atribuciones hasta su recuperación por el museo, donde se expone ahora con el título de Heráclito con atribución a José de Ribera.

## Obras
A partir de las dos únicas pinturas consideradas seguras —el Jarrón de flores firmado de colección particular y el documentado bodegón de la colección real británica— ha sido posible establecer un estilo y atribuirle nuevas obras. En el Museo del Prado, por razones estilísticas, se atribuyen al Labrador dos característicos bodegones con cuatro racimos de uvas colgando en cada uno de ellos, con sarmiento y hojas, en los que parece quererse poner de manifiesto el parangón con Zeuxis, quien según el tópico engañó a la naturaleza con el arte, y un Florero, antes atribuido a Francisco de Zurbarán, cercano a la Jarra con flores en tondo de colección particular firmado en el reverso. Fragmento de una composición mayor, el florero del Prado se extendía con formato apaisado a la izquierda del espectador donde se encontraban al menos dos racimos de uvas, según se aprecia en la reflectografía, lo que ha llevado a relacionar este bodegón con el que se describía en una entrada del inventario de la colección del marqués del Carpio, fechado entre 1651 y 1653: «Un lienço del Labrador con Una Jarra de Rossas claveles y azuçenas con ottras flores y Unos Raçimos de Ubas y Unas granadas aviertas de bara y quarta de ancho y Una de Cayda con su marco negro». El formato original del florero del Prado se conserva mejor en un Bodegón de uvas, bellotas y copa de manzanas de colección particular barcelonesa, con marcas que indican una procedencia común para las dos piezas y una preparación semejante a base de un grueso contorneado de las figuras principales.

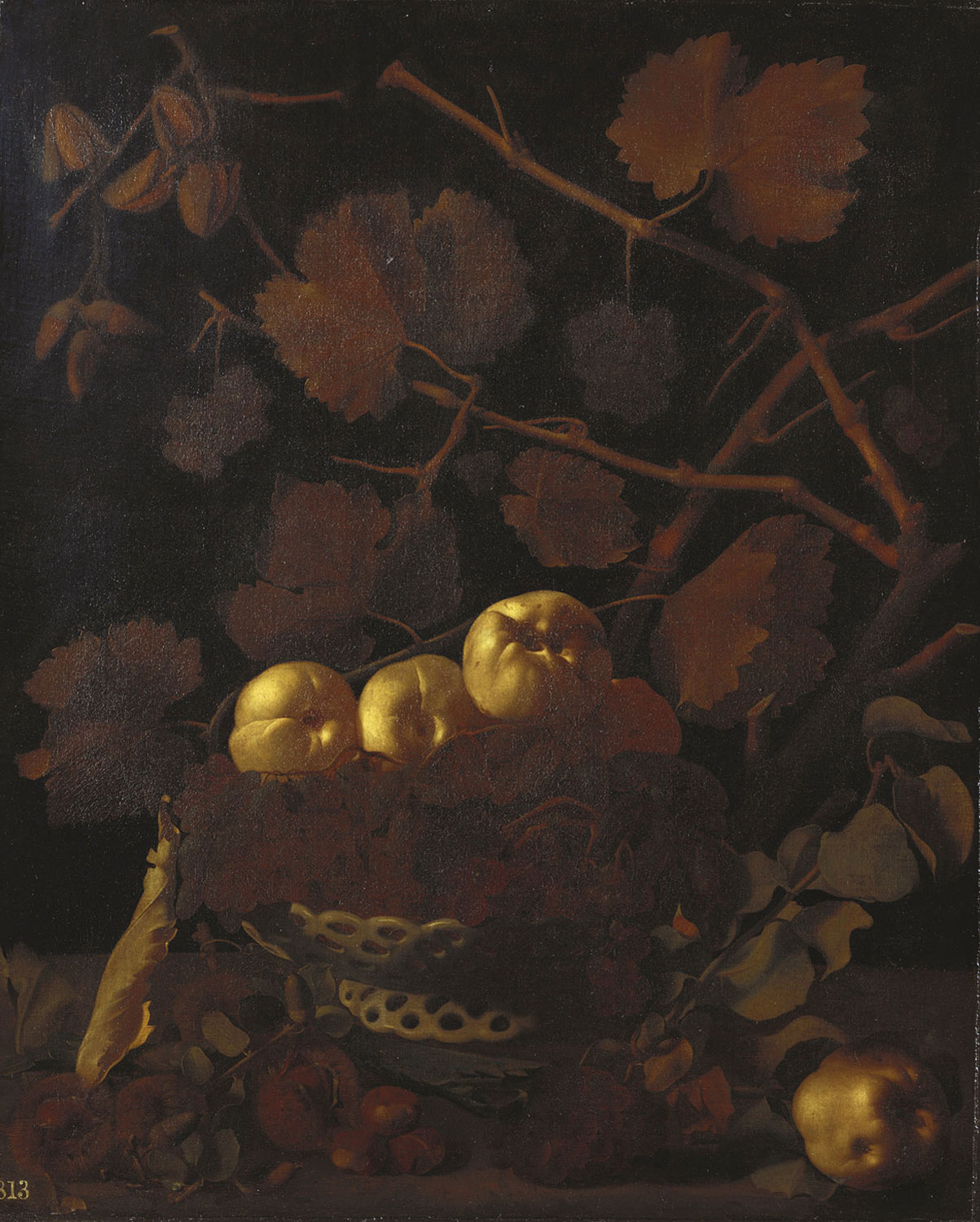
Bodegón con uvas, membrillo y frutos secos, óleo sobre lienzo, 83 x 68,4 cm, The Royal Collection Trust, Her Majesty the Queen.

Composición y técnica semejantes a la del Bodegón con uvas, membrillo y frutos secos de la colección real británica se encuentra en un Bodegón con uvas, manzanas, frutos secos y jarra de terracota de colección privada. Otro de los bodegones tempranamente llegados a Inglaterra con destino a la colección de Carlos I se ha identificado en fecha reciente con un pequeño tondo en madera, en el que aparecen representados un racimo de uvas y una jarra de cerámica, incrustado en un secreter del siglo XVII, probablemente holandés, adornado con pequeños cobres pintados por Cornelis van Poelenburgh sobre composiciones de Adam Elsheimer, en propiedad del vizconde De L'Isle en Penshurst Place (Kent, Reino Unido).
Al Labrador se le venían atribuyendo dos pequeños óleos del Museo Cerralbo de Madrid con racimos de uvas blancas sobre fondo negro, un tipo de composición que se creía característico del pintor de las Navas, en uno de los cuales, a raíz de la exposición que se le dedicó en el Museo del Prado en 2013, se encontró la firma de Miguel de Pret, un mal conocido bodegonista flamenco activo en Madrid por los mismos años. Tal hallazgo llevó a asignar a Pret otras piezas anteriormente atribuidas al Labrador, entre ellas sendas parejas de racimos de uvas ingresadas en el Museo del Prado con la colección Naseiro.